# Sveriges ridderskaps och adels kalender
Sveriges ridderskap och adels kalender (även kallad Sveriges adelskalender, i dagligt tal Adelskalendern), tidigare Sveriges ridderskaps och adels kalender, är en medlemsmatrikel över den svenska adeln. Den tar i alfabetisk ordning upp de på det svenska Riddarhuset introducerade ätterna. Matrikeln redigeras av kalenderredaktören och riddarhusgenealogen och utges av Riddarhusdirektionen i intervaller på tre år. Kalendern utgavs under perioden 1854–1898 vart tredje och vartannat år, medan den 1899–1965 gavs ut årligen, för att därefter återgå till vartannat och vart tredje år.
Kalenderns syfte var ursprungligen att redogöra det personbestånd som utgjorde ridderskapet och adeln. Med ridderskapet och adeln avsågs samtliga ättemedlemmar som var svenska undersåtar. Utträde, så kallad expatriering, skedde när en medlem av ridderskapet och adeln emigrerade, dock så att först den emigrerades utrikes födda barn ansågs stå utanför ståndet (tillhörigheten reglerades bland annat i privilegiebrevet 1723 som sedermera upphävts). Det var viktigt att hålla reda på ridderskapet och adelns personbestånd bland annat för att fastställa vem som var potentiellt behörig att utöva representationsrätten. Numera upptar kalendern också de expatrierades efterkommande. 
Medlemsredovisningen är fortfarande nödvändig för att fastställa vem som har rätt att med beslutskraft deltaga i de regelbundna adelsmötena och vem som har rätt att komma i ånjutande av adelns omfattande stipendiekassor med mera (Riddarhusdirektionen fördelar årligen omkring 42 miljoner kronor i ett stort antal stipendier och pensioner.) En adelskalender presenterar endast levande medlemmar av ätterna med uppgifter om deras förfäder endast summariskt angivna för att påvisa det genealogiska sambandet mellan de levande. Ett motsvarande arbete som i bokform presenterar uppgifter om de adliga ätternas samtliga medlemmar genom seklen kallas ättartavlor.
En motsvarande kalender, Finlands ridderskaps och adels kalender, utges av riddarhusdirektionen i Helsingfors.

## Historik
Kalendern är grundad och första gången utgiven av Gabriel Anrep 1854, som var redaktör i 50 år fram till 1903 (1904 års utgåva). Kalendern utgavs utan några större förändringar fram till 1898 års utgåva, men 1899, då den konkurrerande Svensk Adelskalender började utgivas, tvingades även Gabriel Anrep att förnya kalendern, vilket skedde genom en årlig utgivning samt införande av ätternas vapensköldar och andra illustrationer i kalendern (Se Förordet till 1899 års kalender). Åren 1904–1917 utgavs den av greve Adam Lewenhaupt, 1918–1938 av greve Claës Adam Sten Lewenhaupt och 1939–1948 av Gustaf Elgenstierna. Efter Elgenstiernas död upphörde adelskalendern att vara ett privat utgivningsprojekt och övertogs av Riddarhusdirektionen. Den utkommer numera endast vart tredje år inför det adelsmöte som då äger rum. Kalenderns utgavs i början på Anreps eget förlag, därefter av Bonniers förlag, numera är Riddarhuset producent och förläggare. 
År 1899 utgav friherre Karl K:son Leijonhufvud på Norstedts förlag – till följd av starka meningsmotsättningar inom adeln rörande kalenderns redigering – en konkurrerande kalender med namnet Svensk adelskalender. Sedan denna efter några upplagor upphört att utkomma, startades ännu ett nytt kalenderprojekt av greve Carl Magnus Stenbock, som för år 1910 utgav Ny svensk adelskalender.

## Kalender över ointroducerad adel
Vid sidan av den kalender som presenterar medlemmarna av de på svenska riddarhuset introducerade ätterna finns en motsvarande kalender över medlemmar av adliga ätter i Sverige som inte har koppling till det svenska riddarhuset, se Ointroducerad adels förening.